# يوب كابيلمان
يوب كابيلمان (بالألمانية: Hans-Josef Kapellmann)‏ (مواليد 19 ديسمبر 1949) هو لاعب كرة قدم. يلعب مع منتخب ألمانيا الغربية لكرة القدم. سبق له أن لعب في كأس العالم لكرة القدم مع منتخب بلاده.

## مسيرته الكروية
لعب يوب كابيلمان خلال مسيرته الاحترافية مع 4 أندية في ثلاثة عشر موسمًا وسجل خلالها 37 هدفًا ضمن 338 مباراة. ولم يفز بأي موسم بالكأس وفاز في موسم واحد بالدوري.
خاض يوب كابيلمان مسيرته مع نادي ألمانيا آخن في موسم 1968–69 ولمدة موسمين، مشاركًا في 42 مباراة سجل خلالها 9 أهداف. ثم انتقل إلى نادي كولن في موسم 1970–71 واستمر معه طيلة ثلاثة مواسم، حيث شارك في 91 مباراة سجل خلالها 11 هدفًا. لينتقل بعدها إلى نادي بايرن ميونخ في موسم 1973–74 ليلعب معه ستة مواسم، مشاركًا في 165 مباراة سجل خلالها 17 هدفًا. ثم انتقل إلى نادي ميونخ 1860 في موسم 1979–80 ولمدة موسمين، مشاركًا في 40 مباراة ولم يسجل أي هدف.

## روابط خارجية
- يوب كابيلمان على موقع الاتحاد الدولي (مؤرشف)  (الإنجليزية)
- يوب كابيلمان على موقع الاتحاد الأوربي (الإنجليزية)
- يوب كابيلمان على موقع قاعدة بيانات كرة القدم.إي يو (الإنجليزية)
- يوب كابيلمان على موقع بيانات كرة القدم. دي إي (الألمانية)
- يوب كابيلمان على موقع ناشيونال فوتبول تيمز (الإنجليزية)
- يوب كابيلمان على موقع عالم كرة القدم.نت (الإنجليزية)